# Christopher Fry
Christopher Fry, właśc. Christopher Harris (ur. 18 grudnia 1907 w Bristolu, zm. 30 czerwca 2005) – angielski poeta i dramaturg.
Jego pierwszym zawodem była praca nauczyciela, lecz wkrótce postanowił poświęcić się karierze aktorskiej. Następnie został reżyserem. Po zakończeniu II wojny światowej zajął się wyłącznie pracą literacką, lecz debiutował w tej dziedzinie już w 1935. Jego utwory przepełnione są oniryzmem, czasami mają charakter egzystencjalny. Inspiracją dla niego była twórczość Yeatsa, Eliota, Giraudouxa, a także elementy nauk chrześcijańskich i działania irlandzkiego ruchu oporu.

## Wybrana bibliografia
- The Boy with the Cart (1938)
- A Phoenix Too Frequent (1946)
- The Firstborn (1946)
- The Lady’s Not for Burning (1948)
- Ring Round the Moon (1949)
- Thor with Angels (1949)
- Venus Observed (1950)
- The Dark is Light Enough (1954)
- Courtmantle (1961)